# Барабашка
Бараба́шка — персонаж современного фольклора постсоветского пространства, аналог полтергейста, невидимое существо, проживающее в городских домах и вызывающее шум.

## Образ и занятия
Барабашка существует исключительно в человеческих жилищах: квартирах, общежитиях и тому подобное. Он невидим и издаёт раздражающие звуки: стук, скребение, скрип. Духи, подобные барабашке, часто представляются враждебными человеку: они бьют его, щиплют, разбрасывают и ломают вещи, кидаются в человека камнями, вызывают потоки воды и тому подобное.

## История появления
По воспоминаниям члена Российской Академии телевидения, лауреата премии ТЭФИ Алексея Горовацкого, история данного персонажа началась после звонка в телецентр Останкино бригадира девушек-маляров, работавших на стройках Москвы и проживавших в общежитии в одном из домов на Лихоборской набережной. Утверждалось, что в общежитии завёлся дух, который проявлял себя стуком. Девушки, по их словам, наладили с ним контакт, условившись, что один стук означает «да», два стука — «нет». Было решено сделать телепередачу об этом происшествии.
Решение о съёмке в редакции принимали: заместитель главного редактора Ирина Железова, шеф-редактор программы «Очевидное — невероятное» Лев Николаев, главный редактор редакции научно-популярных и образовательных программ Жанна Фомина. Выехавшая на место события группа вместо планировавшейся единственной смены фиксировала происходившее в комнатах этого общежития несколько месяцев.
В кадре работал режиссёр программы Алексей Горовацкий, и ему нужно было как-то обращаться к этому невидимому явлению, которое отвечало на вопросы только стуками или же несильными ударами. В результате, в один из очередных выездов на съёмку, в разговоре с редактором этого выпуска Владимиром Возчиковым, Алексей предложил назвать это явление по характеру его действий. Раз барабанит, пусть будет Барабашкой… Домовой с удовольствием «откликнулся» на это имя.
Впоследствии историю подхватили журналисты разных изданий, ставшие регулярно появляться на съёмках и фиксировать события на своих страницах. В частности, существо было описано в газете «Труд» от 5 октября 1988 года. Выход статьи совпал с 100-летним юбилеем первой публикации в прессе статьи о полтергейсте, состоявшейся в США 21 октября 1888 года.
Наряду с журналистами, интервью вели научные сотрудники отдела теоретических проблем Академии наук СССР. В интервью «участвовал» и невидимый «барабашка», отвечая стуками на вопросы. Позже появилось сообщение о том, что девушки были вынуждены покинуть посёлок, поскольку заслужили недобрую славу колдуний. Имя же барабашки закрепилось за феноменом стуков неизвестного происхождения.
В 2009 году был описан новый род бабочек Barabashka, название которого происходит от барабашки.